# Ватерлоо (Індіана)
Ватерлоо (англ. Waterloo) — місто (англ. town) в США, в окрузі Декальб штату Індіана. Населення — 2116 осіб (2020).

## Географія
Ватерлоо розташоване за координатами 41°25′55″ пн. ш. 85°1′43″ зх. д. / 41.43194° пн. ш. 85.02861° зх. д. (41.431900, -85.028581).  За даними Бюро перепису населення США в 2010 році місто мало площу 4,50 км², уся площа — суходіл.

## Демографія
Згідно з переписом 2010 року, у місті мешкали 2242 особи в 809 домогосподарствах у складі 577 родин. Густота населення становила 498 осіб/км².  Було 942 помешкання (209/км²).
Расовий склад населення:
| - 95,3 % — білих - 0,5 % — чорних або афроамериканців - 0,1 % — корінних американців - 1,7 % — осіб інших рас |

До двох чи більше рас належало 2,4 %. Частка іспаномовних становила 3,8 % від усіх жителів.
За віковим діапазоном населення розподілялося таким чином: 30,0 % — особи молодші 18 років, 62,0 % — особи у віці 18—64 років, 8,0 % — особи у віці 65 років та старші. Медіана віку мешканця становила 31,5 року. На 100 осіб жіночої статі у місті припадало 102,3 чоловіків;  на 100 жінок у віці від 18 років та старших — 98,4 чоловіків також старших 18 років.
Середній дохід на одне домашнє господарство  становив 46 081 долар США (медіана — 40 100), а середній дохід на одну сім'ю — 49 304 долари (медіана — 47 969). Медіана доходів становила 39 167 доларів для чоловіків та 30 139 доларів для жінок. За межею бідності перебувало 22,4 % осіб, у тому числі 32,6 % дітей у віці до 18 років та 12,9 % осіб у віці 65 років та старших.
Цивільне працевлаштоване населення становило 832 особи. Основні галузі зайнятості: виробництво — 47,2 %, освіта, охорона здоров'я та соціальна допомога — 14,8 %, роздрібна торгівля — 13,1 %.